# 이 달의 점원
이 달의 점원(Employee of the Month)은 미국에서 제작된 그렉 콜리지 감독의 2006년 코미디, 멜로/로맨스 영화이다. 제시카 심슨 등이 주연으로 출연하였고 앤드류 파네이 등이 제작에 참여하였다.

## 출연

### 주연
- 제시카 심슨
- 데인 쿡

### 조연
- 에프렌 라미레즈
- 댁스 셰파드
- 숀 월렌

## 제작진
- Line PD: 존 쿠이퍼
- 미술: 게리 스틸
- 미술: 존 게리 스틸
- 의상: 데니즈 윈게이트
- 배역: 바바라 피오렌티노
- 배역: 레베카 맨기에리
- 배역: 웬디 와이드먼